# 13 Vulpeculae
13 Vulpeculae, som är stjärnans Flamsteed-beteckning, är en dubbelstjärna belägen i den mellersta delen av stjärnbilden, Räven. Den har en kombinerad skenbar magnitud på ca 4,57 och är svagt synlig för blotta ögat där ljusföroreningar ej förekommer. Baserat på parallaxmätning inom Hipparcosuppdraget på ca 9,8 mas, beräknas den befinna sig på ett avstånd på ca 330 ljusår (ca 103 parsek) från solen. Den rör sig närmare solen med en heliocentrisk radialhastighet av ca -28 km/s.

## Egenskaper
Primärstjärnan 13 Vulpeculae A är en blå till vit jättestjärna av spektralklass B9.5 V. Den har en radie som är ca 1,3 solradier och utsänder ca 180 gånger mera energi än solen från dess fotosfär vid en effektiv temperatur på ca 8 800 K.
13 Vulpeculae är en misstänkt eruptiv variabel av Gamma Cassiopeiae-typ (GCAS:), som har visuell magnitud +4,58 med en amplitud av 0,1 magnituder utan någon fastställd periodicitet.
Följeslagaren, betecknad 13 Vulpeculae B, är en stjärna av magnitud 7,37, med en omloppsperiod av ungefär 615 år, en excentricitet av ca 0,079 och en vinkelseparation av 1,55 bågsekunder.